# هورست شومان
هورست شومان (بالألمانية: Horst Schumann)‏ هو معذب ‏ ألماني، ولد في 1 مايو 1906 في هاله في ألمانيا، وتوفي في 5 مايو 1983 في فرانكفورت في ألمانيا.